# Aleksei Selin
Aleksei Valentinovici Selin (în rusă Алексей Валентинович Селин; n. 9 iulie 1979, Regiunea Moscova) este un fost scrimer rus specializat pe spadă, laureat cu argint pe echipe la Campionatul Mondial din 2002 și cu aur pe echipe la ediția din 2003.

## Carieră
S-a apucat de scrimă din întâmplare în clasa a V-a: mama sa fiind nemulțumită de învățământul la școală sa, l-a inscris într-o clasă sportivă la o altă școală. Acolo a fost remarcat de antrenorul de scrimă Iuri Kuznețov. 
În anul 1996 a câștigat atât Campionatul Național din Rusia, cât și Campionatul Mondial la categoria de vârstă cadeți. Trei ani mai târziu a cucerit medalia de aur la Campionatul Mondial pentru juniori din 1999. Pentru acest rezultat a fost numit maestru emerit al sportului. Împreună cu fratele său mai mic, Viaceslav, s-a alăturat lotului național de seniori, cu care a fost laureat cu argint la Campionatul Mondial din 2002 de la Lisabona, după ce Rusia a fost învinsă de Franța în finală. În anul următor fratele Selin au cucerit aurul pe echipe la  Campionatul Mondial din 2003 de la Havana, primul titlu mondial al Rusiei la această armă. Totuși, el nu a fost selecționat în lotul Rusiei pentru Jocurile Olimpice de vară din 2004. 
După ce s-a retras a devenit antrenor de scrimă la școală sportivă (SDIuȘOR) din Voskresensk, iar în prezent este directorul.